# Günter Butzer
Günter Butzer (* 1964) ist ein deutscher Germanist.

## Leben
Nach dem Studium der Literaturwissenschaft (Neu- und Altgermanistik, Komparatistik) und Philosophie von 1985 bis 1990 an den Universitäten Erlangen und München war er von 1995 bis 1997 wissenschaftlicher Angestellter am Institut für Deutsche Philologie der Universität München. Nach der Promotion zum Dr. phil. 1995 an der Universität München war er von 2003 bis 2006 wissenschaftlicher Assistent am Institut für Germanistik der Universität Gießen. Nach der Habilitation 2004 am Fachbereich Sprache, Literatur, Kultur der Universität Gießen (Venia legendi für Neuere deutsche Literatur und Vergleichende Literaturwissenschaft) ist er seit 2007 Inhaber des Lehrstuhls für Vergleichende Literaturwissenschaft/Europäische Literaturen an der Universität Augsburg.

## Schriften (Auswahl)
- Fehlende Trauer. Verfahren epischen Erinnerns in der deutschsprachigen Gegenwartsliteratur. Fink, München 1997, ISBN 3-7705-3174-4.
- Soliloquium. Theorie und Geschichte des Selbstgesprächs in der europäischen Literatur. Fink, Paderborn 2008, ISBN 978-3-7705-4251-2.